# Бретањ (Територија Белфор)
Бретањ (фр. Bretagne) је насељено место у Француској у региону Франш-Конте, у департману Територија Белфор.
По подацима из 2011. године у општини је живело 250 становника, а густина насељености је износила 53,53 становника/km².

## Демографија
| 1962. | 1968. | 1975. | 1982. | 1990. | 2011. |
| ----- | ----- | ----- | ----- | ----- | ----- |
| 139   | 133   | 161   | 171   | 02    | 250   |